# Rives-en-Seine
Rives-en-Seine is een gemeente in het Franse departement Seine-Maritime (regio Normandië). De plaats maakt deel uit van het arrondissement Rouen. Rives-en-Seine is op 1 januari 2016 ontstaan door de fusie van de gemeenten Caudebec-en-Caux, Saint-Wandrille-Rançon en Villequier.